# Макнот, Джеймс
Джеймс Рэ́нкин Макно́т (англ. James Rankin McNaught; 8 июня 1870 — 9 марта 1919) — шотландский футболист, хавбек.

## Биография
Родился в Дамбартоне в 1870 году. Играл за клубы «Дамбартон» и «Линфилд».
В феврале 1893 года перешёл в английский «Ньютон Хит». За основной состав дебютировал 2 сентября 1893 года в матче против «Бернли» на «Норт Роуд». Выступал за «Манчестер Юнайтед» на протяжении пяти сезонов, в течение которых сыграл 162 матча и забил 12 голов.
В мае 1898 года перешёл в лондонский клуб «Тоттенхэм Хотспур».
Умер в 1919 году в возрасте 48 лет.